# Hippodroom (Antwerpen)

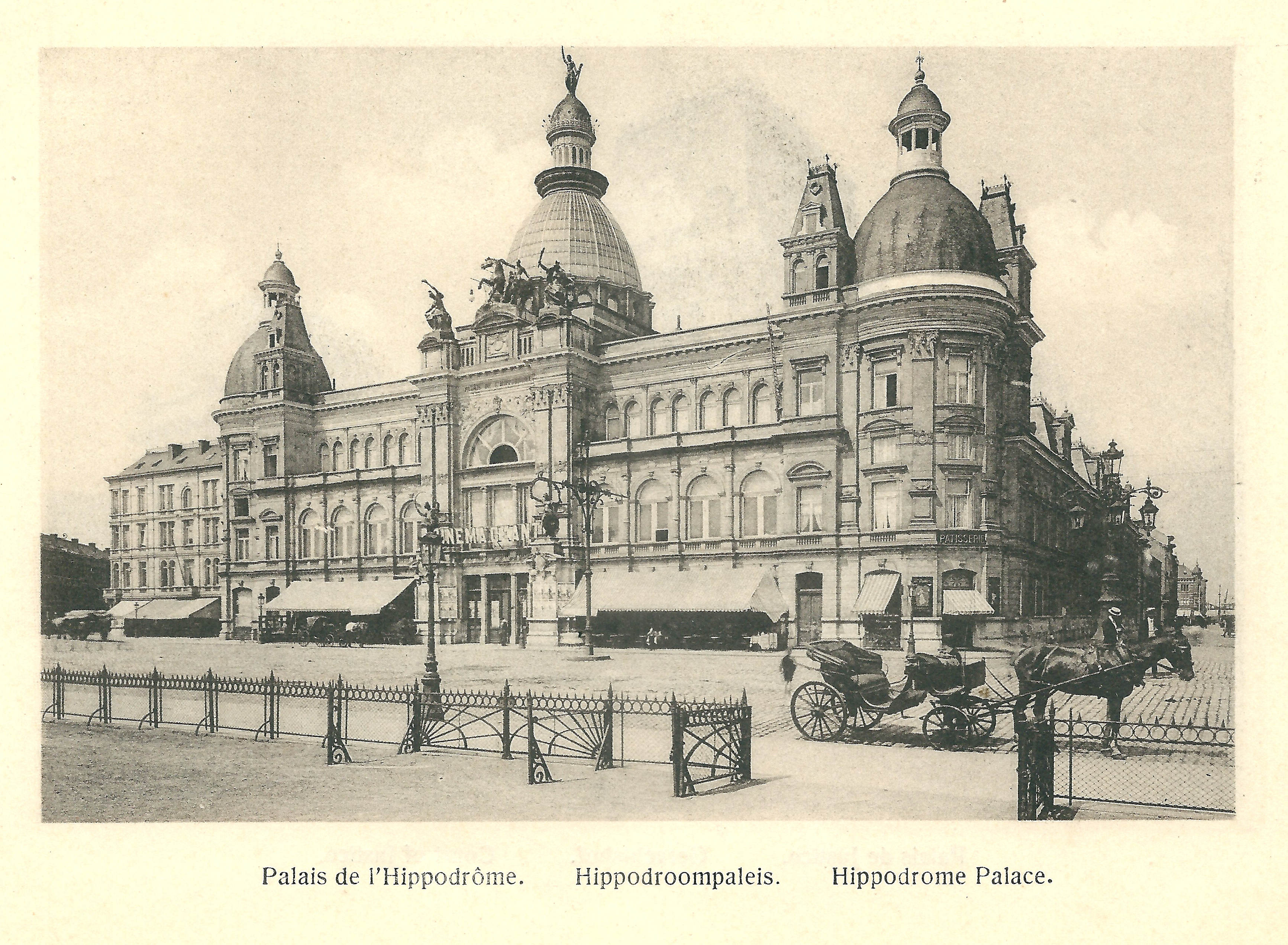
Hippodroom (um 1920)

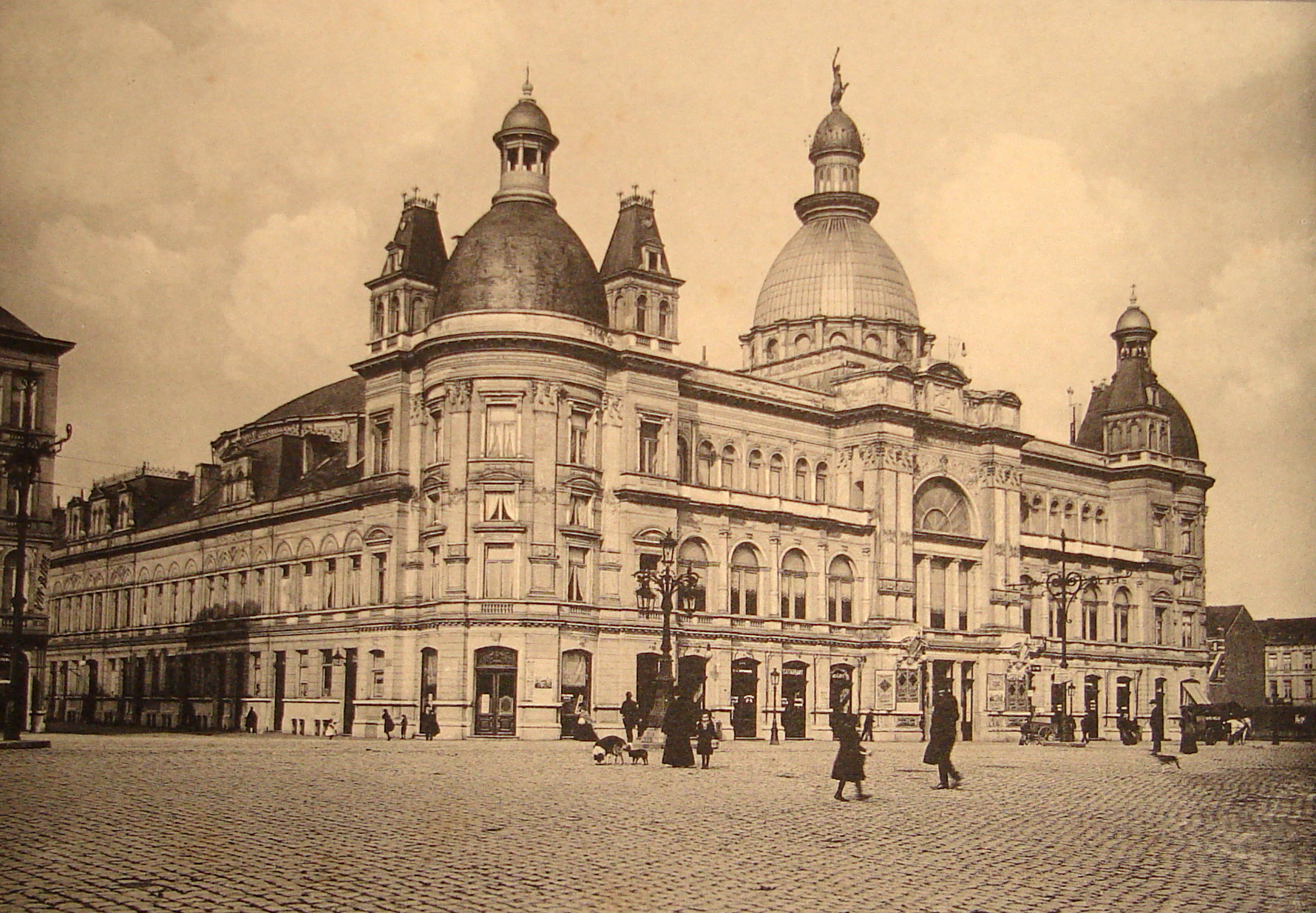
Hippodrom

Das Zirkus-Gebäude Hippodroom befand sich gegenüber dem Königlichen Museum der Schönen Künste Antwerpen auf dem Leopold de Waelplaats in Antwerpen und wurde nach Entwürfen von Charles Verstappen (* 1850), Professor an der Académie royale des Beaux-Arts de Bruxelles erbaut. Die feierliche Eröffnung fand am 11. April 1903 statt. Der Abbruch erfolgte 1972.